# Passeata dos Cem Mil
A Passeata dos Cem Mil foi uma manifestação popular contra a ditadura militar brasileira. Organizada pelo movimento estudantil, ocorreu em 26 de junho de 1968, na cidade do Rio de Janeiro, e contou com a participação de artistas, intelectuais e outros setores da sociedade brasileira.

## Antecedentes
Prisões e arbitrariedade eram as marcas da ação do governo militar, sobretudo em relação às crescentes manifestações de protesto de estudantes contra a ditadura que se instalara no país, em 1964. A repressão policial atingiu seu apogeu no final de março de 1968, com a invasão do Restaurante Calabouço, onde os estudantes protestavam contra a elevação do preço das refeições. Durante a invasão, o comandante da tropa da PM, aspirante Aloísio Raposo, matou o secundarista Edson Luís de Lima Souto, de 18 anos, com um tiro à queima roupa no peito.
O fato, que comoveu todo o país, serviu para acirrar os ânimos. Durante o velório do estudante, o confronto com policiais ocorreu em várias partes do Rio de Janeiro. Nos dias seguintes, manifestações sucederam-se no centro da cidade, todas reprimidas com violência, até culminar na missa da Igreja da Candelária em 4 de abril, quando soldados a cavalo investiram contra estudantes, padres, repórteres e populares.
No início de junho de 1968, o movimento estudantil começou a organizar um número cada vez maior de manifestações públicas. No dia 18, uma passeata, que terminou no Palácio da Cultura, resultou na prisão do líder estudantil, Jean Marc von der Weid.
No dia seguinte, o movimento se reuniu na UFRJ (Universidade Federal do Rio de Janeiro) para organizar novos protestos e pedir a libertação de Jean e de outros alunos presos. Mas o resultado foi a detenção de 300 estudantes, ao final da assembleia.
No dia 21 de junho, uma manifestação estudantil em frente ao edifício do Jornal do Brasil gerou um conflito que terminou com três mortos, dezenas de feridos e mais de mil prisões. Aquele dia ficou conhecido como "Sexta-feira sangrenta".
Diante da repercussão negativa do episódio, o comando militar acabou permitindo uma manifestação estudantil, marcada para o dia 26 de junho. Segundo o comando militar, dez mil policiais estariam prontos para entrar em ação, caso fosse necessário.

## A passeata

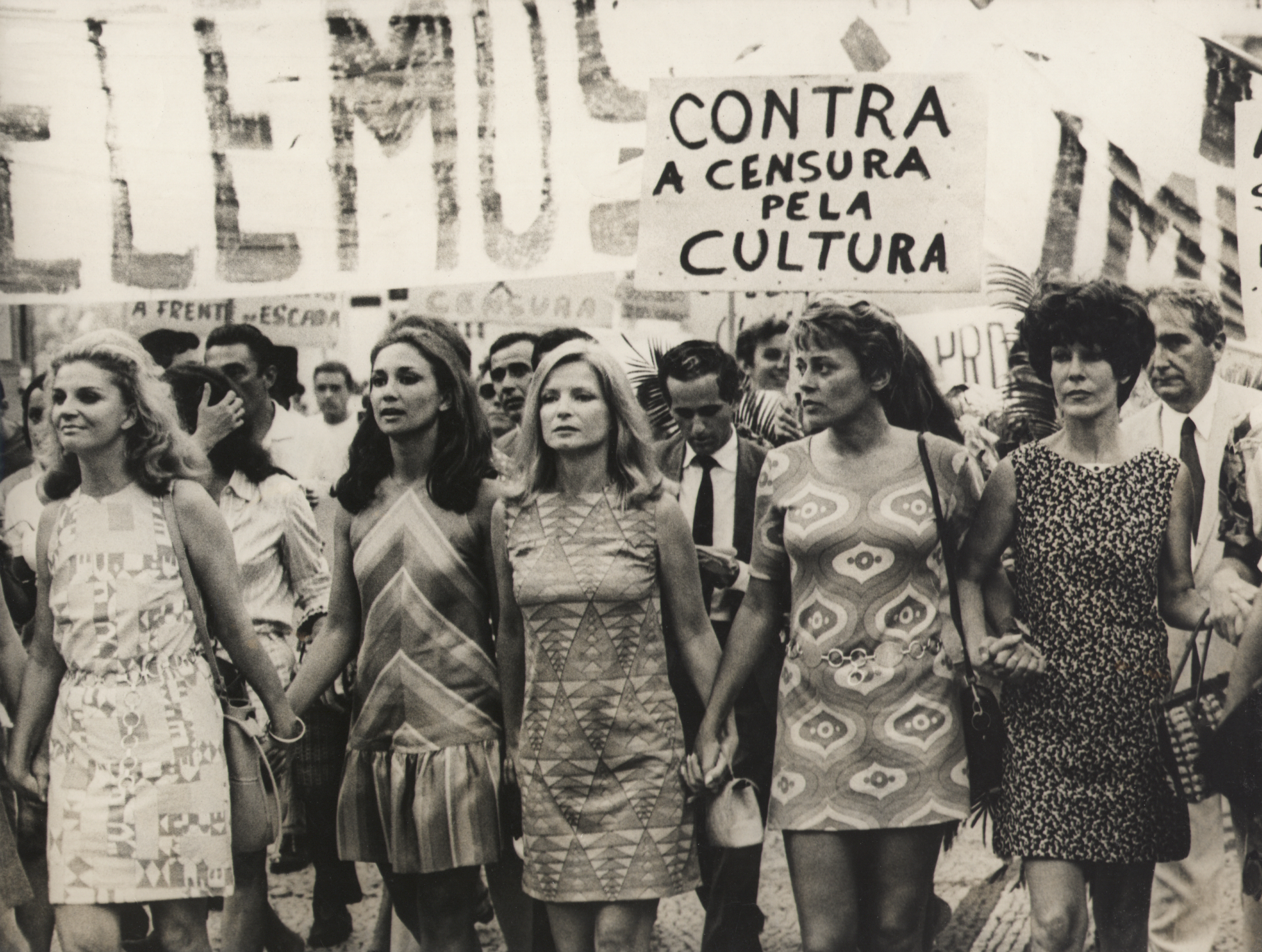
Artistas Eva Wilma, Tônia Carrero, Odete Lara, Norma Bengell e Cacilda Becker protestam contra a ditadura militar brasileira na Passeata dos Cem Mil, em fevereiro de 1968

Logo pela manhã de 26 de junho de 1968, os participantes da passeata já tomavam as ruas da Cinelândia, no centro do Rio de Janeiro. A marcha começou às 14h, com cerca de 50 mil pessoas. Uma hora depois, esse número já havia dobrado.
Além dos estudantes, também artistas, intelectuais, políticos e outros segmentos da sociedade civil brasileira juntaram-se à passeata, tornando-a uma das maiores e mais expressivas manifestações populares da história republicana brasileira.
Ao passar em frente à igreja da Candelária, a marcha interrompeu seu andamento para ouvir o discurso inflamado do líder estudantil, Vladimir Palmeira, que lembrou a morte de Edson Luís e cobrou o fim da ditadura militar.
Tendo à frente uma enorme faixa, com os dizeres: "Abaixo a Ditadura. O Povo no poder", a passeata prosseguiu, durante três horas, encerrando-se em frente à Assembleia Legislativa, sem conflito com o forte aparato policial que acompanhou a manifestação popular, ao longo de todo o seu percurso.

## Depois da passeata
Depois do evento, o então presidente Costa e Silva marcou uma reunião com líderes da sociedade civil - entre eles os universitários Franklin Martins e José Dirceu, ocasião em que lhe foi pedida a libertação de estudantes presos, o fim da censura e a restauração das liberdades democráticas. Nenhuma dessas reivindicações foi aceita. O resultado foi a realização de outra passeata, que reuniu cerca de 50 mil pessoas.
Nos outros estados, os protestos estudantis ampliaram seu nível de organização e mobilização, como em Goiás, onde a polícia baleou quatro estudantes. Mas à medida que cresciam as manifestações contra a ditadura, também crescia a ação repressiva do governo militar, em todo o território nacional:
- No dia 2 de agosto, Vladimir Palmeira foi preso. Logo em seguida, outros 650 estudantes foram para a cadeia.
- No dia 4 de agosto, 300 alunos foram detidos em São Paulo.
- Em 21 de agosto, o Congresso rejeitou o projeto que concedia anistia aos estudantes e operários presos.
- Em 12 de outubro, mais de 400 estudantes foram detidos durante um congresso clandestino da UNE (União Nacional dos Estudantes) em Ibiúna, interior de São Paulo.

Apesar da repressão, as manifestações estudantis continuaram, até 13 de dezembro de 1968, quando foi promulgado o AI-5 (Ato Institucional nº 5), marcando o início dos Anos de chumbo da Ditadura Militar brasileira.

## A foto e o poema
O fotojornalista Evandro Teixeira que, à época, trabalhava para o Jornal do Brasil, tornou-se o autor da foto mais conhecida e representativa da Passeata dos Cem Mil. A foto exibe a massa humana que percorreu o centro do Rio de Janeiro e a enorme faixa contendo as frases: "Abaixo a Ditadura. Povo no poder".
Além desta, Evandro produziu outras fotos sobre a repressão militar às manifestações estudantis, como o conflito na Candelária, em 4 de abril de 1968.
Inspirado nelas, o poeta Carlos Drummond de Andrade compôs o poema "Diante das fotos de Evandro Teixeira".
"Das lutas de rua no Rio
em 68, que nos resta
mais positivo, mais queimante
do que as fotos acusadoras,
tão vivas hoje como então,
a lembrar como a exorcizar?"
- Trecho do poema

## Participantes da passeata
Nomes de pessoas com visibilidade pública, que participaram da Passeata dos 100 mil:
- Alfredo Sirkis, político.
- Cacá Diegues, cineasta.
- Caetano Veloso, cantor e compositor.
- César Benjamin, político.
- Chico Buarque de Holanda, cantor e compositor.
- Clarice Lispector, escritora.
- Edu Lobo, cantor e compositor.
- Eva Wilma, atriz, bailarina e cantora
- Fernando Gabeira, político.
- Gilberto Gil, cantor e compositor.
- Grande Otelo, ator.
- Hélio Pellegrino, psicanalista, poeta e escritor.
- José Dirceu, líder estudantil.
- Luís Travassos, líder estudantil.
- Marieta Severo, atriz.
- Milton Nascimento, cantor e compositor.
- Nana Caymmi, cantora.
- Nara Leão, cantora.
- Norma Bengell, atriz e cineasta.
- Orestes Quércia, político.
- Paulo Autran, ator.
- Pascoal Carlos Magno, ator, poeta, teatrólogo e diplomata brasileiro.
- Tancredo Neves, político.
- Tônia Carrero, atriz.
- Vera Silvia Magalhães, líder estudantil
- Vladimir Palmeira, líder estudantil[1]
- Wellington Moreira Franco, político.
- Zuenir Ventura, jornalista.